# Ravenscry

Ravenscry, o (en español, El Lamento de los Cuervos), es una banda de italiana de metal gótico.

## Historia
El proyecto comenzó en agosto del año 2008, cerca de Milán, con un encuentro entre el guitarrista Paul Raimondi, el bajista Fagio y Simon Carminati en la batería, poco después se les unió el guitarrista Mauro Paganelli. 
Tras un mes y varios ensayos, los cuatro músicos son capturados por la voz de Giulia Stefani, una vocalista romana que se unió al proyecto. Giulia encaja perfectamente con la idea de Ravenscry: posee una voz intensa, capaz de muchos matices, que se convirtió en un valor añadido para la música de la banda. El estilo era deliberadamente moderno, incorporando las influencias de los componentes muy diversos, compuestos principalmente de rock y metal, mientras que al mismo tiempo deja espacio para nuevas influencias, como la música electrónica.
El 1 de diciembre de 2009, lanzaron su EP homónimo, que se vende a través de su web oficial, ¡Tunes y Amazon. Este lanzamiento fue un extracto del próximo larga duración y contiene 5 tracks: Nobody, Calliope, y la suite de tres piezas titulada Redemption.
Ravenscry firmó con Wormholedeath/Dreamcell11 el 1 de octubre de 2010 para la publicación y distribución del primer álbum, titulado One Way Out, que lanzaron el 15 de abril de 2011.
Actualmente la banda está trabajando en un nuevo disco.

## Miembros
- Giulia Stefani (voz).
- Paul Raimondi (guitarra).
- Mauro Paganelli (guitarra).
- Fagio (bajo).
- Simon Carminati (batería).